# Grgurevići
Grgurevići es una localidad de Croacia situada en el municipio de Sibinj, en el condado de Brod-Posavina. Según el censo de 2021, tiene una población de 98 habitantes.

## Demografía
| Gráfica de población de Grgurevići 1857-2021                       |
|                                                                    |
| Según los censos de población de la Oficina de Estadísticas Croata |